# العلاقات البوروندية الجورجية
العلاقات البوروندية الجورجية هي العلاقات الثنائية التي تجمع بين بوروندي وجورجيا.

## مقارنة بين البلدين
هذه مقارنة عامة ومرجعية للدولتين:
| وجه المقارنة                                              | بوروندي                                    | جورجيا                          |
| --------------------------------------------------------- | ------------------------------------------ | ------------------------------- |
| المساحة (كم2)                                             | 27.83 ألف                                  | 69.70 ألف                       |
| عدد السكان (نسمة)                                         | 10.86 مليون                                | 3.72 مليون                      |
| الكثافة السكانية (ن./كم²)                                 | 390.23                                     | 53.37                           |
| العاصمة                                                   | بوجومبورا، جيتيغا                          | تبليسي، كوتايسي                 |
| اللغة الرسمية                                             | اللغة الكيروندية، لغة فرنسية، لغة إنجليزية | اللغة الجورجية، اللغة الأبخازية |
| العملة                                                    | فرنك بوروندي                               | لاري جورجي                      |
| الناتج المحلي الإجمالي (بليون دولار)                      | 3.48 مليار                                 | 15.16 مليار                     |
| الناتج المحلي الإجمالي (تعادل القوة الشرائية) بليون دولار | 8.13 مليار                                 | 35.68 مليار                     |
| الناتج المحلي الإجمالي الاسمي للفرد دولار أمريكي          | 277                                        | 3.79 ألف                        |
| الناتج المحلي الإجمالي للفرد دولار أمريكي                 | 77                                         |                                 |
| مؤشر التنمية البشرية                                      | 0.400                                      | 0.754                           |
| رمز المكالمات الدولي                                      | +257                                       | +995                            |
| رمز الإنترنت                                              | .bi                                        | .ge، .გე ‏                       |
| المنطقة الزمنية                                           | ت ع م+02:00                                | ت ع م+04:00                     |

## منظمات دولية مشتركة
يشترك البلدان في عضوية مجموعة من المنظمات الدولية، منها:
| علم المنظمة | اسم المنظمة                   | تاريخ انضمام بوروندي | تاريخ انضمام جورجيا |
| ----------- | ----------------------------- | -------------------- | ------------------- |
|             | يونسكو                        | 16 نوفمبر 1962       | 7 أكتوبر 1992       |
|             | مؤسسة التمويل الدولية         | 28 نوفمبر 1979       | 29 يونيو 1995       |
|             | مؤسسة التنمية الدولية         | 28 سبتمبر 1963       | 31 أغسطس 1993       |
|             | منظمة التجارة العالمية        | 23 يوليو 1995        | 14 يونيو 2000       |
|             | الاتحاد البريدي العالمي       | ?                    | ?                   |
|             | الاتحاد الدولي للاتصالات      | 16 فبراير 1963       | 7 يناير 1993        |
|             | الأمم المتحدة                 | 18 سبتمبر 1962       | 31 يوليو 1992       |
|             | البنك الدولي للإنشاء والتعمير | 28 سبتمبر 1963       | 7 أغسطس 1992        |

## وصلات خارجية
- موقع وزارة الخارجية الجورجية